# Гелдернське герцогство
Ге́лдернське ге́рцогство (нім. Herzogtum Geldern, нід. Hertogdom Gelre, фр. Duché de Gueldre) — герцогство у Нижніх Землях зі столицею у Гелдерні, що існувало в 1339—1795 роках. Охоплювало незначні терени у сучасних нідерландських провінціях Гелдерланд та Лімбург й німецькій землі Північний Рейн-Вестфалія. Засноване на основі Гелдернського графства Священної Римської імперії. 1393 року уклало унію із Юліським герцогством. 1473 року успадковане Бургундським герцогством, 1482 року — австрійськими Габсбургами, а 1556 року — іспанськими Габсбургами. Входило до складу католицьких Південних Нідерландів. 1581 року розділене між Священною Римською імперією і Республікою Семи об'єднаних провінцій Нідерландів. 1795 року ліквідоване французькими революційними військами.

## Назва
Назва герцогства походить від назви сучасного німецького міста Гельдерн, правителі якого отримали від імператора у 1079 році титул графа, а у 1339 році — герцога. Територіальна експансія вниз Рейном та Маасом тривала до 1288 року, коли граф Гельдернський зазнав поразки у кривавій битві під Воррінгеном за володіння Лімбургом.

## Географія
Північним кордоном герцогство виходило біля ганзейського міста Гардервейк до морської затоки Зейдерзе. Воно поділялось на чверті з центрами в Арнемі, Неймегені, Зютфені й Рурмонді. Південна (рурмондська) чверть періодами являла собою анклав, відокремлений від решти чвертей Клевським та Брабантським герцогствами. Ця частина з півдня межувала з Кельнським архієпископством і Юліх-Берзьким герцогством.

## Історія
19 березня 1339 року граф Гелре Рейнольд II з дому Вассенбергів отримав від імператора Людовика IV титули «герцога Гелре і графа Цютфена» та імперського князя. Це стало можливим завдяки заслугам Рейнольда ІІ як посередника між імператором Людовиком IV, який був одружений з Маргаритою Голландською, та королем Англії Едуардом III, що був братом другої дружини Рейнольда ІІ.
Династія володарів Гелре Вассенбергів вимерла 1371 року. 24 серпня 1371 року герцог Гелре і граф Цютфена (з 1361 р.) Едуард II помер від ран в битві при Бесвайлері. Він не був одруженим і не мав дітей. Герцогом Гелре став його брат Рейнольд III, однак він також помер 4 грудня 1371 року, не залишивши спадкоємців.
Почалась війна за Спадщину Гелре, що тривала з 1371 до 1379 року. Претендентками на трон герцогства стали дві сестри колишніх володарів та дочки Рейнольда II: Матільда, дружина графа Жана II де Блуа-Шатільон та Марія, дружина герцога Юліського Вільгельма II. Фактичне управління герцогством знаходилось в руках місцевих дворян Егмонтів, які носили титул штатгальтерів, або регентів. Війна тривала вісім років з перемінним успіхом, поки прихильники Марії не перемогли. 1379 року син герцога Юліха Вільгельма ІІ та Марії, під ім'ям Вільгельм І, став герцогом Гелдернським; а з 1393 також став герцогом Юліським під ім'ям Вільгельм ІІІ. Гелдернське герцогство перебувало в особистій унії з Юліхом.
В той час Гелдернське герцогство брало активну участь в політичному житті всієї Європи. Спільно з Тевтонським орденом в 1383, 1388 і 1393 роках Гельдерн брав участь в Хрестових походах проти балтів та північних слов'ян. Проводились лицарські турніри та розвивалось мистецтво.
Герцог Гелдернський та Юліський контролював важливий шлях Франкфурт — Ахен, а 1400 року Вільгельм І завадив королю Німеччини Рупрехту отримати титул Імператора Священнїй Римської імперії. Того ж року приєднав до Гельдерна місто Куйк, а до Юліха Борн, Ейскірхен, Зітард, Бослар, Альденховен, Граве, Мілен, Вальдфейхт та Гангельт.
1402 року, після смерті Вільгельма І, який не мав дітей, герцогом Гелдернським і Юліським став його брат Рейнольд IV. 1423 р. Рейнольд IV помер також не залишивши прямих спадкоємців. На трон претендували внучатий племінник Арнольд Егмонт та інший родич Адольф фон Юліх-Берг. Почалась чергова боротьба за Гелдернський спадок. Династична унія Гельдерна з Юліхом була розірвана. Імператор передав титул герцога Гелдернського Арнольду Егмонту, а герцогом Юліха став Адольф.
Гельдер перейшов до дому Егмонда, який отримав визнання його титулу від імператора Сигізмунда Люксембурга, але не зміг уникнути боротьби і міжусобного конфлікту, та тиску, який наростав через експансіоністські наміри правителів Бургундського герцогства.
Арнольд Егмонт видав дочку Марію за шотландського короля Якова II, але не зміг захистити свої володіння від претензій короля Карла I Сміливого, який змусив його 1471 року передати Гельдерн бургундській короні.
Після загибелі Карла його володіння відійшли до імператора Максиміліана I, який великодушно повернув Гельдерн Адольфу Егмонту. Його син Карл помер 1538 року, лишивши безліч дітей, але серед них жодного, народженого у шлюбі. Найближчим спадкоємцем згаслого роду Егмонтів був герцог Лотарингії, однак імператор Карл V на 5 років передав герцогство у володіння Клевського дому, а у 1543 році скасував волю діда й окупував Гельдерн як законний спадкоємець Карла Сміливого. По його смерті герцогство увійшло до складу Іспанських Нідерландів.
Під час Восьмидесятилітньої війни три чверті Гелдернського герцогства виступили на боці Об'єднаних провінцій Нідерландів та влились до їх складу, а верхня (рурмондська) чверть зберегла відданість іспанській короні. За Утрехтським миром (1713) ця чверть була розподілена між Пруссією (міста Гельдерн, Фірзен, Горст, Венрай), Нідерландами (Монтфорт, Венло, Ехт), Австрією (Рурмонд, Нідеркрюхтен, Верт) та Юліх-Клеве-Бергом (Еркеленц). Сучасні кордони було встановлено 1815 року на Віденському конгресі.

## Державний устрій

### Герцоги
- 1790—1792: Леопольд II (імператор Священної Римської імперії)

## Геральдика

До 1236
1236-1276
Після 1393